# Morchain
Morchain é uma comuna francesa na região administrativa de Altos da França, no departamento de Somme. Estende-se por uma área de 5,84 km². Em 2010 a comuna tinha 354 habitantes (densidade: 60,6 hab./km²).